# Ranunculus geoides
Ranunculus geoides är en ranunkelväxtart som beskrevs av Carl Sigismund Kunth. Ranunculus geoides ingår i släktet ranunkler, och familjen ranunkelväxter. Inga underarter finns listade i Catalogue of Life.